# Love Kills
«Love Kills» es la primera canción de Freddie Mercury, vocalista de Queen, como solista.[cita requerida]
Originalmente fue utilizado en la restauración y edición de Giorgio Moroder de la película de cine mudo Metrópolis de 1927, como parte de su nueva banda sonora. La película fue nominada a los Premios Razzie de 1985 a la Peor banda sonora original, y la canción en sí fue nominada a Peor Canción Original, a pesar de que el sencillo alcanzó el décimo puesta en la lista de sencillos del Reino Unido.

## Publicación y lista de temas
El sencillo fue publicado en los formatos 7" y 12".
Lanzamiento del sencillo en 7"
| N.º | Título                          | Escritor(es)                     | Duración |  |
| 1.  | «Love Kills»                    | Freddie Mercury, Giorgio Moroder | 4:30     |  |
| 2.  | «Rotwang's Party (Robot Dance)» | Giorgio Moroder                  | 3:10     |  |

Lanzamiento del single en 12"
| N.º | Título                                           | Escritor(es)                     | Duración |  |
| 1.  | «Love Kills (Extended Remix)»                    | Freddie Mercury, Giorgio Moroder | 5:21     |  |
| 2.  | «Rotwang's Party (Robot Dance) (Extended Remix)» | Giorgio Moroder                  | 5:21     |  |